# Guano Apes/Diskografie
Diese Diskografie ist eine Übersicht über die musikalischen Werke der deutschen Rockband Guano Apes und ihrer Pseudonyme wie Guano Babes. Den Quellenangaben und Schallplattenauszeichnungen zufolge hat sie bisher mehr als 4,2 Millionen Tonträger verkauft. Ihre erfolgreichste Veröffentlichung ist das Debütalbum Proud Like a God mit über drei Millionen verkauften Einheiten.

## Alben

### Studioalben
| Jahr | Titel Musiklabel                                | Höchstplatzierung, Gesamtwochen, AuszeichnungChartplatzierungen (Jahr, Titel, Musiklabel, Platzierungen, Wochen, Auszeichnungen, Anmerkungen) | Höchstplatzierung, Gesamtwochen, AuszeichnungChartplatzierungen (Jahr, Titel, Musiklabel, Platzierungen, Wochen, Auszeichnungen, Anmerkungen) | Höchstplatzierung, Gesamtwochen, AuszeichnungChartplatzierungen (Jahr, Titel, Musiklabel, Platzierungen, Wochen, Auszeichnungen, Anmerkungen) | Höchstplatzierung, Gesamtwochen, AuszeichnungChartplatzierungen (Jahr, Titel, Musiklabel, Platzierungen, Wochen, Auszeichnungen, Anmerkungen) | Anmerkungen                                                 |
| Jahr | Titel Musiklabel                                | DE | AT | CH | UK | Anmerkungen                                                 |
| ---- | ----------------------------------------------- | --- | --- | --- | --- | ----------------------------------------------------------- |
| 1997 | Proud like a God Gun Records (BMG Ariola)       | DE5 Platin · (76 Wo.)DE | AT5 Gold · (36 Wo.)AT | CH13 Platin · (33 Wo.)CH | — | Erstveröffentlichung: 6. Oktober 1997 Verkäufe: + 3.000.000 |
| 2000 | Don’t Give Me Names Gun Records (BMG Ariola)    | DE1 Gold · (38 Wo.)DE | AT1 (16 Wo.)AT | CH5 Gold · (18 Wo.)CH | — | Erstveröffentlichung: 2. Mai 2000 Verkäufe: + 215.000       |
| 2003 | Walking on a Thin Line Gun Records (BMG Ariola) | DE1 Gold · (30 Wo.)DE | AT5 (15 Wo.)AT | CH8 (18 Wo.)CH | — | Erstveröffentlichung: 3. Februar 2003 Verkäufe: + 110.000   |
| 2011 | Bel Air Columbia Records (Sony)                 | DE1 Gold · (18 Wo.)DE | AT5 (7 Wo.)AT | CH2 (23 Wo.)CH | — | Erstveröffentlichung: 1. April 2011 Verkäufe: + 100.000     |
| 2014 | Offline SevenOne (Sony)                         | DE8 (7 Wo.)DE | AT26 (3 Wo.)AT | CH31 (2 Wo.)CH | — | Erstveröffentlichung: 30. Mai 2014                          |

### Livealben
| Jahr | Titel Musiklabel              | Höchstplatzierung, Gesamtwochen, AuszeichnungChartplatzierungen (Jahr, Titel, Musiklabel, Platzierungen, Wochen, Auszeichnungen, Anmerkungen) | Höchstplatzierung, Gesamtwochen, AuszeichnungChartplatzierungen (Jahr, Titel, Musiklabel, Platzierungen, Wochen, Auszeichnungen, Anmerkungen) | Höchstplatzierung, Gesamtwochen, AuszeichnungChartplatzierungen (Jahr, Titel, Musiklabel, Platzierungen, Wochen, Auszeichnungen, Anmerkungen) | Höchstplatzierung, Gesamtwochen, AuszeichnungChartplatzierungen (Jahr, Titel, Musiklabel, Platzierungen, Wochen, Auszeichnungen, Anmerkungen) | Anmerkungen                            |
| Jahr | Titel Musiklabel              | DE | AT | CH | UK | Anmerkungen                            |
| ---- | ----------------------------- | --- | --- | --- | --- | -------------------------------------- |
| 2003 | Live Gun Records (BMG Ariola) | DE26 (4 Wo.)DE | AT47 (3 Wo.)AT | CH58 (3 Wo.)CH | — | Erstveröffentlichung: 20. Oktober 2003 |

### Kompilationen
| Jahr | Titel Musiklabel                                                                                   | Höchstplatzierung, Gesamtwochen, AuszeichnungChartplatzierungen (Jahr, Titel, Musiklabel, Platzierungen, Wochen, Auszeichnungen, Anmerkungen) | Höchstplatzierung, Gesamtwochen, AuszeichnungChartplatzierungen (Jahr, Titel, Musiklabel, Platzierungen, Wochen, Auszeichnungen, Anmerkungen) | Höchstplatzierung, Gesamtwochen, AuszeichnungChartplatzierungen (Jahr, Titel, Musiklabel, Platzierungen, Wochen, Auszeichnungen, Anmerkungen) | Höchstplatzierung, Gesamtwochen, AuszeichnungChartplatzierungen (Jahr, Titel, Musiklabel, Platzierungen, Wochen, Auszeichnungen, Anmerkungen) | Anmerkungen                                                 |
| Jahr | Titel Musiklabel                                                                                   | DE | AT | CH | UK | Anmerkungen                                                 |
| ---- | -------------------------------------------------------------------------------------------------- | --- | --- | --- | --- | ----------------------------------------------------------- |
| 2004 | Planet of the Apes auch bekannt als: This Is Guano Apes – The Greatest Hits Gun Records (Sony BMG) | DE32 Gold · (16 Wo.)DE | AT33 (8 Wo.)AT | CH28 (8 Wo.)CH | — | Erstveröffentlichung: 29. November 2004 Verkäufe: + 100.000 |
| 2006 | Lost (T)apes Gun Records (Sony BMG)                                                                | — | — | — | — | Erstveröffentlichung: 1. Dezember 2006                      |

## Singles

### Als Leadmusiker
| Jahr | Titel Album                                       | Höchstplatzierung, Gesamtwochen, AuszeichnungChartplatzierungen (Jahr, Titel, Album, Platzierungen, Wochen, Auszeichnungen, Anmerkungen) | Höchstplatzierung, Gesamtwochen, AuszeichnungChartplatzierungen (Jahr, Titel, Album, Platzierungen, Wochen, Auszeichnungen, Anmerkungen) | Höchstplatzierung, Gesamtwochen, AuszeichnungChartplatzierungen (Jahr, Titel, Album, Platzierungen, Wochen, Auszeichnungen, Anmerkungen) | Höchstplatzierung, Gesamtwochen, AuszeichnungChartplatzierungen (Jahr, Titel, Album, Platzierungen, Wochen, Auszeichnungen, Anmerkungen) | Anmerkungen                                                 |
| Jahr | Titel Album                                       | DE | AT | CH | UK | Anmerkungen                                                 |
| ---- | ------------------------------------------------- | --- | --- | --- | --- | ----------------------------------------------------------- |
| 1997 | Open Your Eyes Proud like a God                   | DE5 Gold · (24 Wo.)DE | AT10 (14 Wo.)AT | CH11 (18 Wo.)CH | — | Erstveröffentlichung: 22. August 1997 Verkäufe: + 250.000   |
| 1998 | Rain Proud like a God                             | DE76 (4 Wo.)DE | — | — | — | Erstveröffentlichung: 4. Mai 1998                           |
| 1998 | Lords of the Boards Proud like a God              | DE10 Gold · (28 Wo.)DE | AT10 (19 Wo.)AT | CH34 (2 Wo.)CH | — | Erstveröffentlichung: 7. September 1998 Verkäufe: + 250.000 |
| 1999 | Don’t You Turn Your Back on Me Planet of the Apes | DE50 (4 Wo.)DE | — | — | — | Erstveröffentlichung: 8. März 1999                          |
| 2000 | Big in Japan Don’t Give Me Names                  | DE9 (12 Wo.)DE | AT19 (10 Wo.)AT | CH24 (13 Wo.)CH | — | Erstveröffentlichung: 20. März 2000 Original: Alphaville    |
| 2000 | No Speech Don’t Give Me Names                     | DE75 (5 Wo.)DE | — | — | — | Erstveröffentlichung: 19. Juni 2000                         |
| 2000 | Living in a Lie Don’t Give Me Names               | DE84 (4 Wo.)DE | — | — | — | Erstveröffentlichung: 2. Oktober 2000                       |
| 2001 | Dödel Up! Don’t Give Me Names                     | DE57 (9 Wo.)DE | — | — | — | Erstveröffentlichung: 29. Januar 2001                       |
| 2003 | You Can’t Stop Me Walking on a Thin Line          | DE10 (9 Wo.)DE | AT15 (12 Wo.)AT | CH69 (4 Wo.)CH | UK99 (1 Wo.)UK | Erstveröffentlichung: 13. Januar 2003                       |
| 2003 | Pretty in Scarlet Walking on a Thin Line          | DE51 (9 Wo.)DE | AT55 (6 Wo.)AT | — | — | Erstveröffentlichung: 7. April 2003                         |
| 2003 | Quietly Walking on a Thin Line                    | DE51 (6 Wo.)DE | AT52 (5 Wo.)AT | — | — | Erstveröffentlichung: 21. Juli 2003                         |
| 2004 | Break the Line Planet of the Apes                 | DE45 (8 Wo.)DE | — | — | — | Erstveröffentlichung: 15. November 2004                     |
| 2011 | Oh What a Night Bel Air                           | DE37 (9 Wo.)DE | AT68 (1 Wo.)AT | CH51 (1 Wo.)CH | — | Erstveröffentlichung: 28. Februar 2011                      |
| 2011 | Sunday Lover Bel Air                              | — | — | — | — | Erstveröffentlichung: 8. Juli 2011                          |
| 2011 | This Time Bel Air                                 | — | — | — | — | Erstveröffentlichung: 19. September 2011                    |
| 2014 | Close to the Sun Offline                          | DE86 (2 Wo.)DE | — | — | — | Erstveröffentlichung: 28. Februar 2014                      |
| 2017 | Lose Yourself Proud Like a God XX                 | — | — | — | — | Erstveröffentlichung: 15. September 2017 Original: Eminem   |

### Als Gastmusiker
| Jahr | Titel Album                     | Höchstplatzierung, Gesamtwochen, AuszeichnungChartplatzierungen (Jahr, Titel, Album, Platzierungen, Wochen, Auszeichnungen, Anmerkungen) | Höchstplatzierung, Gesamtwochen, AuszeichnungChartplatzierungen (Jahr, Titel, Album, Platzierungen, Wochen, Auszeichnungen, Anmerkungen) | Höchstplatzierung, Gesamtwochen, AuszeichnungChartplatzierungen (Jahr, Titel, Album, Platzierungen, Wochen, Auszeichnungen, Anmerkungen) | Höchstplatzierung, Gesamtwochen, AuszeichnungChartplatzierungen (Jahr, Titel, Album, Platzierungen, Wochen, Auszeichnungen, Anmerkungen) | Anmerkungen                                                                          |
| Jahr | Titel Album                     | DE | AT | CH | UK | Anmerkungen                                                                          |
| ---- | ------------------------------- | --- | --- | --- | --- | ------------------------------------------------------------------------------------ |
| 2001 | Kumba Yo! Mittermeier & Friends | DE3 Gold · (15 Wo.)DE | AT4 (16 Wo.)AT | CH12 (12 Wo.)CH | — | Erstveröffentlichung: 26. März 2011 Verkäufe: + 250.000; Mittermeier vs. Guano Babes |

## Videoalben und Musikvideos

### Videoalben
| Jahr | Titel Musiklabel                                            | Anmerkungen                              |
| ---- | ----------------------------------------------------------- | ---------------------------------------- |
| 1998 | Guano T-Apes Gun Records (BMG Ariola)                       | Erstveröffentlichung: 21. September 1998 |
| 2000 | Don’t Give Me Names Gun Records (BMG Ariola)                | Erstveröffentlichung: 30. Oktober 2000   |
| 2005 | Planet of the Apes – The Documentary Gun Records (Sony BMG) | Erstveröffentlichung: 7. Februar 2005    |

### Musikvideos
| Jahr | Titel                          | Regisseur(e)                    |
| ---- | ------------------------------ | ------------------------------- |
| 1997 | Open Your Eyes                 | Miss Liz Wendelbo               |
| 1998 | Rain                           | Andreas Marschall, Heiner Thimm |
| 1998 | Lords of the Boards            | Erçin Filizli                   |
| 1999 | Don’t You Turn Your Back on Me | Daniel Lwowski                  |
| 2000 | Big in Japan                   | Erçin Filizli                   |
| 2000 | No Speech                      | Oliver Sommer                   |
| 2000 | Living in a Lie                | Erçin Filizli                   |
| 2001 | Dödel Up!                      | Gerhard Hahn                    |
| 2001 | Kumba Yo!                      | Joern Heitmann                  |
| 2003 | You Can’t Stop Me              | Joern Heitmann                  |
| 2003 | Pretty in Scarlet              | Joern Heitmann                  |
| 2003 | Quietly                        | Joern Heitmann                  |
| 2004 | Break the Line                 | Volker Hannwacker               |
| 2011 | Oh What a Night                | Markus Gerwinat                 |
| 2011 | Sunday Lover                   | Markus Gerwinat                 |
| 2011 | This Time                      | Oliver Sommer                   |
| 2012 | When the Ships Arrive          | Holger Gutt                     |
| 2012 | C’est Fini                     | Andreas Z. Simon                |
| 2014 | Close to the Sun               | Joffrey Jans                    |
| 2014 | Fake                           |                                 |
| 2017 | Lose Yourself                  | Marcel Brell                    |
| 2017 | Open Your Eyes (2017)          | Marcel Brell                    |
| 2017 | Suzie (2017)                   | Marcel Brell                    |

## Sonderveröffentlichungen

### Alben
| Jahr | Titel Musiklabel                          | Anmerkungen |
| ---- | ----------------------------------------- | --- |
| 2018 | Original Album Classics Sony Music (Sony) | Erstveröffentlichung: 16. März 2018 Teil der „Original-Album-Classics“-Reihe Inhalt: alle Studioalben bis 2014 |

| Jahr | Titel Musiklabel                                               | Anmerkungen                                                                         |
| ---- | -------------------------------------------------------------- | ----------------------------------------------------------------------------------- |
| 1999 | Don’t You Turn Your Back on Me Oxfam America                   | Erstveröffentlichung: 1999 Veröffentlichung nur in den USA                          |
| 2001 | Alternative Collection Warner Bros. Records (WMG)              | Erstveröffentlichung: 2001 Veröffentlichung nur in Russland                         |
| 2006 | The Best & The Lost (T)apes Gun Records (Sony BMG)             | Erstveröffentlichung: 1. Dezember 2006 Inhalt: Planet of the Apes + Lost (T)apes    |
| 2017 | Proud Like a God XX RCA Records (Sony)                         | Erstveröffentlichung: 6. Oktober 2017 Verkäufe werden Proud Like a God hinzuaddiert |
| 2019 | Don’t Give Me Names / Walking on a Thin Line Sony Music (Sony) | Erstveröffentlichung: 5. April 2019 Teil der „2-for-1“-Reihe                        |

### Lieder
| Jahr | Titel Album                     | Anmerkungen                                                      |
| ---- | ------------------------------- | ---------------------------------------------------------------- |
| 2001 | Kumba Yo! Mittermeier & Friends | Erstveröffentlichung: 30. April 2001 Mittermeier vs. Guano Babes |
| 2024 | Menschliches Versagen Off       | Erstveröffentlichung: 22. März 2024 Alligatoah feat. Guano Apes  |

| Jahr | Titel Album               | Anmerkungen                                          |
| ---- | ------------------------- | ---------------------------------------------------- |
| 2012 | C’est Fini Dein Song 2012 | Erstveröffentlichung: 30. März 2012 mit Nina Wegener |

| Jahr | Titel Soundtrack zu                      | Anmerkungen                         |
| ---- | ---------------------------------------- | ----------------------------------- |
| 1999 | Don’t You Turn Your Back on Me Meschugge | Erstveröffentlichung: 15. März 1999 |

### Videoalben
| Jahr | Titel Musiklabel                               | Anmerkungen                                                                           |
| ---- | ---------------------------------------------- | ------------------------------------------------------------------------------------- |
| 2003 | Live (Deluxe Edition) Gun Records (BMG Ariola) | Erstveröffentlichung: 20. Oktober 2003 Bonus-DVD; Verkäufe werden Live hinzuaddiert   |
| 2011 | Bel Air (Gold Edition) Columbia Records (Sony) | Erstveröffentlichung: 7. Oktober 2011 Bonus-DVD; Verkäufe werden Bel Air hinzuaddiert |
| 2012 | Live @ Rockpalast Sony Music (Sony)            | Erstveröffentlichung: 9. November 2012 Teil der „Rockpalast“-Reihe                    |

## Promoveröffentlichungen
| Jahr | Titel Album                           | Anmerkungen                |
| ---- | ------------------------------------- | -------------------------- |
| 2003 | Sing That Song Walking on a Thin Line | Erstveröffentlichung: 2003 |

## Boxsets
| Jahr | Titel Musiklabel                                                                             | Anmerkungen                             |
| ---- | -------------------------------------------------------------------------------------------- | --------------------------------------- |
| 2003 | 11+2 – The Complete Single Collection auch bekannt als: The Red Box Gun Records (BMG Ariola) | Erstveröffentlichung: 17. November 2003 |

## Statistik

### Chartauswertung
|                     | DE    | AT    | CH    | UK    |
| ------------------- | ----- | ----- | ----- | ----- |
| Nummer-eins-Alben   | DE3DE | AT1AT | CH—CH | UK—UK |
| Top-10-Alben        | DE5DE | AT4AT | CH3CH | UK—UK |
| Alben in den Charts | DE7DE | AT7AT | CH7CH | UK—UK |

|                       | DE     | AT    | CH    | UK    |
| --------------------- | ------ | ----- | ----- | ----- |
| Nummer-eins-Singles   | DE—DE  | AT—AT | CH—CH | UK—UK |
| Top-10-Singles        | DE5DE  | AT3AT | CH—CH | UK—UK |
| Singles in den Charts | DE15DE | AT8AT | CH6CH | UK1UK |

### Auszeichnungen für Musikverkäufe
| Silberne Schallplatte - Portugal - 2003: für das Album Walking on a Thin Line Goldene Schallplatte - Belgien - 2001: für das Album Proud Like a God - Italien - 2001: für das Album Proud Like a God - Niederlande - 2000: für das Album Proud Like a God - Polen - 1999: für das Album Proud Like a God | Platin-Schallplatte - Europa - 2000: für das Album Proud Like a God - Portugal - 2001: für das Album Proud Like a God - 2001: für das Album Don’t Give Me Names |

Anmerkung: Auszeichnungen in Ländern aus den Charttabellen bzw. Chartboxen sind in ebendiesen zu finden.
| Land/RegionAuszeichnungen für Musikverkäufe (Land/Region, Auszeichnungen, Verkäufe, Quellen) | Silber  | Gold       | Platin     | Verkäufe    | Quellen                                                   |
| -------------------------------------------------------------------------------------------- | ------- | ---------- | ---------- | ----------- | --------------------------------------------------------- |
| Belgien (BRMA)                                                                               | —       | Gold1      | —          | 25.000      | Einzelnachweise                                           |
| Deutschland (BVMI)                                                                           | —       | 7× Gold7   | Platin1    | 1.800.000   | musikindustrie.de                                         |
| Europa (IFPI)                                                                                | —       | —          | Platin1    | (1.000.000) | ifpi.org (Memento vom 1. Januar 2014 im Internet Archive) |
| Italien (FIMI)                                                                               | —       | Gold1      | —          | 50.000      | Einzelnachweise                                           |
| Niederlande (NVPI)                                                                           | —       | Gold1      | —          | 50.000      | nvpi.nl                                                   |
| Österreich (IFPI)                                                                            | —       | Gold1      | —          | 25.000      | ifpi.at                                                   |
| Polen (ZPAV)                                                                                 | —       | Gold1      | —          | 50.000      | olis.pl                                                   |
| Portugal (AFP)                                                                               | Silber1 | —          | 2× Platin2 | 90.000      | Einzelnachweise                                           |
| Schweiz (IFPI)                                                                               | —       | Gold1      | Platin1    | 75.000      | hitparade.ch                                              |
| Vereinigte Staaten (RIAA)                                                                    | —       | —          | —          | 100.000     | musicline.de                                              |
| Insgesamt                                                                                    | Silber1 | 13× Gold13 | 5× Platin5 |             |                                                           |